# Лиезерская волость
Лие́зерская во́лость (устар. Лезерская волость; латыш. Liezēres pagasts) — одна из двадцати двух территориальных единиц Мадонского края Латвии. Административным центром волости является село Лиезере, также в её составе село Озолы и другие.

## География
Территория волости находится на Видземской возвышенности.
Озера: Атстирвес, Лиезерис и другие. Всего на территории волости находится 32 озера.

## История
В 1935 году площадь волости равнялась 112,3 км², а население составляло 1972 человека (908 мужчин и 1064 женщины)